# Četnici
Četnici (försvenskat: Tjetniker; serbisk kyrilliska: Четници: "militärt kompani") var frihetskämpar under de serbiska striderna mot osmanerna under 1800-talet. Under andra världskriget användes begreppet för den kungatrogna serbiska motståndsrörelsen.
Begreppet har sedan andra världskriget kommit att användas för nationalistiska militära grupper, vilkas mål är att skapa ett Storserbien. Militära förband eller grupper av detta slag har ibland befunnits skyldiga till krigsförbrytelser. Beteckningen har av denna anledning i vissa fall kommit att användas som skällsord, främst bland andra sydslaviska folkgrupper såsom bosniaker, kroater och slovener.

## Historia
Četnikkompanier bildades ursprungligen som resultat av det makedonska motståndet mot den osmanska ockupationen. Snart bildade olika etniska grupper likadana truppenheter. Under första balkankriget bekämpade 110 makedonska, 108 grekiska, 30 serbiska och 5 vlachiska četniker turkarna. Under första världskriget slogs man mot Österrike-Ungern, Bulgarien och albanska styrkor.

### Andra världskriget
Under andra världskriget upprättade Draža Mihailović četniska motståndsstyrkor av kungatrogna soldater mot den tyska ockupationen, i Ravna Gora-distriktet. 1941 tvingades man fly undan nazisterna in i östra Bosnien och Sandžak där man kom i konflikt med den kroatiska fascistiska och nazistiska rörelsen Ustaša och senare bosniska SS-styrkor. Organisationens motto blev "За краља и отаџбину/Za kralja i otadžbinu" ("För kung och fosterland").
Mellan 1941 och 1943 hade man stöd av de västliga allierade. Därefter upphörde detta stöd till förmån för de kommunistiska partisanerna under Tito. Četnikerna tvingades fly för att undgå att avrättas av segrande partisaner efter krigsslutet. Dess ledare Draža Mihailović ställdes inför rätta och avrättades i Belgrad, Serbien 1946.
Under andra världskriget gjorde sig en del četniker skyldiga till krigsförbrytelser. Särskilt utsatt var östra Bosnien, längs floden Drina, på gränsen till Serbien. I detta område stred četniker mot både tyskar (med förband av kroater och bosniaker) och partisaner. Värst utsatt blev den muslimska civilbefolkningen och värst drabbad blev staden Foča där flera tusen dödades genom så kallade hämndaktioner under kriget.
I slutet av 1980-talet, lät Slobodan Milošević legalisera tjetnisk litteratur igen. Olika partier hyllade tjetnikerna som motståndshjältar och hävdade att de svartmålats av Titos historieskrivning. Politiker som Vojislav Šešelj bildade paramilitära enheter och krävde att alla områden i Jugoslavien, med serbisk befolkningsmajoritet skulle kvarstå som delar av Jugoslavien. Under det krig som följde på Balkan kallade många serbiska styrkor sig själva för četnici.
Četnikerna betraktade partisanerna samt Waffen SS, Ustaša och andra som kollaborerade med nazisterna som sina fiender. Emellertid förhåller det sig så att rivaliteten mellan četnikerna och partisanerna eskalerade någon gång under 1941, vilket i praktiken innebar att partisanerna blev vederbörandes ärkefiender, även om det inte var så formellt. Rivaliteten gentemot partisanerna blev så stark att četnikerna under åren 1942–1943 i omgångar samarbetade med såväl ockupationsmakten som med Ustaša, då man såg en gemensam fiende i partisanerna, och i samband med såväl "Operation Alfa" som "Fall Weis" och "Operation Schwarz" deltog man aktivt i striderna mot partisanerna tillsammans med kroatiska, tyska, italienska och bulgariska förband.
Därtill flydde četnikerna i slutet av kriget tillsammans med andra fascister från Jugoslavien in i Österrike, där de i likhet med de övriga av de stationerade brittiska trupperna repatrierades till Jugoslavien, där de i sin tur ställdes inför rätta och avrättades av partisanerna, vilket även blev fallet för Draža Mihailović, som likviderades år 1946 i Belgrad.

## Situationen i dag
Även efter kriget har nationalistiska grupper använt beteckningen medan kroater, albaner och bosniaker ofta använt "četniker" som skällsord på all serbisk militär och ibland även som skällsord för serber i allmänhet.
Genom ett beslut i den serbiska nationalförsamlingen mot slutet av 2004 rehabiliterades četnikrörelsen, och dess överlevande medlemmar tillerkändes samma pensionsrättigheter som partisaner och andra krigsveteraner.

## Utseende
Även om det finns en allmän uppfattning om att alla četniker bar skägg är detta en myt. Sanning är däremot att många četniker bar skägg under andra världskriget som ett kännetecken för att de sörjer vilket beror på en gammal serbisk-ortodox kristen tradition. I denna tradition låter man sitt skägg växa i 40 dygn när man sörjer någon.

## Bilder

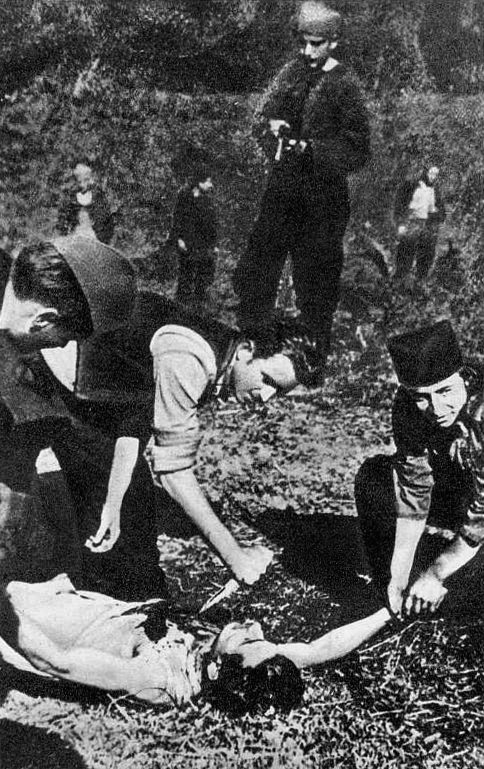
Tjetniker i Šumadija, Serbien mördar en partisan genom att skära ut dennes hjärta.